# کریستوفر اسکوتیز
کریستوفر اسکوتیز (انگلیسی: Christopher Scotese؛ زادهٔ ۴ مه ۱۹۵۳) یک زمین‌شناس و متخصص جغرافیای دیرینه اهل ایالات متحده آمریکا است.
او در سال ۱۹۸۵ میلادی از دانشگاه شیکاگو پی‌اچ‌دی گرفت و یکی از پایه‌گذاران «پروژه پالئومَـپ» (Paleomap Project) است که هدفش تعیین نقشهٔ کُره زمین طی چند میلیارد سال گذشته‌است. وی همچنین نظریه‌پرداز «پانگه‌آ پروکسیما» است که یک پیکربندی احتمالی ابرقاره‌ای در آینده است. اسکوتیس بعدها نام پانگه‌آ اولتیما را به پانگه‌آ پروکسیمای تغییر داد تا از برداشت اشتباه درباره واژه «Ultima» (که ممکن بود به معنای آخرین قاره‌ابر تعبیر شود) جلوگیری کند. او در سال ۲۰۱۳ از دانشگاه تگزاس بازنشسته شد، اما همچنان به فعالیت‌های خود به عنوان پژوهشگر در موزه تاریخ طبیعی فیلد و همچنین استاد دپارتمان زمین و علوم محیطی در دانشگاه نورت‌وسترن ادامه می‌دهد. او بیش از ۱۰۰ اثر علمی منتشر کرده و نقشه‌ها و انیمیشن‌های وی در کتاب‌های جامعه زمین‌شناسی، مقالات پژوهشی و موزه‌های سرتاسر جهان مورد استفاده بوده‌است.